# 脇田赤峰
脇田 赤峰（わきた せきほう、生年不詳 - 文化5年12月19日（1809年2月3日））は、江戸時代中期から後期の書家。名は順。字は和卿。通称は郷右衛門。赤峰は号。

## 経歴
生まれは不明だが、江戸に住む。松下烏石に書を学んだ。主に寛政から文化年間（1789年から1817年）に活動した。作品としては、寛政5年（1793年）に揮毫した渋谷区の龍巌寺の松尾芭蕉の句碑や、文政14年（1817年）に著した『草書法要』（出版は須原屋伊八で、須原屋茂兵衛の暖簾分け）などがある。
文化5年（1809年）没。墓所は六本木なだれ坂の真宗大谷派円林寺にあり、正面に「赤峰先生之墓」とあるほかに刻みはない。